# Меламфаєві
Меламфаєві (Melamphaidae) — родина акантоперих риб ряду беріксоподібних (Beryciformes). До родини меламфаєвих належать досить дрібні риби, що населяють товщу води відкритого океану й найбільш звичайні на глибині 500–2000 м.

## Опис
Всі вони мають однотонне темне (коричневе або чорне) забарвлення, великий рот з дуже дрібними зубами, сильно розвинену систему чутливих до коливань води сейсмосенсорних органів і слизевих каналів на голові, велику циклоїдну луску й, як правило, дуже маленькі очі.

## Поширення
До складу родини входить 5 родів і близько 30 видів, багато з них мають обмежене поширення й зустрічаються лише в одній або декількох водних масах, виділюваних у Світовому океані по сукупності фізичних і хімічних характеристик й особливостям циркуляції вод. Так, тільки в східній екваторіальній частині Тихого океану живуть меламфай колючий (Melamphaes spinifer) і меламфай гладкоголовий (М. laeviceps), тільки в Субантарктиці живе меламфай дрібнолусковий (Scopeloberyx microlepis), лише в південній частині Атлантичного океану — меламфай Хаббса (М. hubbsi) і т. д. Правда, деякі види, наприклад поромітра великоока (Poromitra macrops), мають більше широке, майже всесвітнє поширення. У Північному Льодовитому океані й в Антарктиці представники родини відсутні.
Цікаво відзначити, що види меламфаєвих, що населяють найбагатші на корм райони океану з високою біологічною продуктивністю, досягають більших розмірів у порівнянні з видами, ареали яких присвячені до бідних харчовими ресурсами вод. У таких малокормних районах переважають карликові види, що належать до групи малих меламфаїв (близьких до М. simus), які в дорослому стані не перевищують 2,5-2,8 см у довжину, тоді як розміри найбільших меламфаїв досягають 10-12 см.

## Живлення
Їжу меламфаєвих становлять різні планктонні безхребетні, в основному дрібні ракоподібні, а самі вони поїдаються у свою чергу більшими глибоководними хижаками, зокрема рибами-вудильниками.

## Спосіб життя
Незважаючи на малі розміри тіла, меламфаї, очевидно, мають досить більшу тривалість життя й, судячи з деяких даних, досягають щонайменше десятирічного віку.
На відміну від багатьох інших глибоководних риб океанської пелагіалі, меламфаєві ніколи не піднімаються в поверхневі шари води, хоча й роблять вертикальні міграції, у ході яких переміщаються вночі на менші глибини, чим у денний час. Верхньою межею їхнього поширення в товщі води служить, цілком ймовірно, шар «стрибка температури», що відокремлює холодні й відносно однорідні по температурі глибинні води від теплого поверхневого шару.